# Jan Kazimierz Tatarkiewicz
Jan Kazimierz Tatarkiewicz (ur. 28 września 1843 w Warszawie, zm. 2 grudnia 1891 tamże) – polski aktor, reżyser, kompozytor.

## Życiorys
Urodził się 28 września 1843 w Warszawie w rodzinie Stanisława, chirurga, i jego żony Weroniki z Kamińskich. Ukończył Gimnazjum Realne w Warszawie. Uczył się w warszawskiej szkole dramatycznej, ja są również informację, że wiedzę aktorską zdobywał na prywatnych kursach u Jana Chomanowskiego i Anastazego Trapszy. W 1860 debiutował w zespole Juliusza Pfeiffera w Radomiu lub Kielcach. Grał w krakowskim teatrze do 1863, kiedy zaczął pracować w magistracie warszawskim.
W 1866 został zaangażowany do Warszawskich Teatrów Rządowych i grał na scenie warszawskiej do końca życia. W 1878 zakończył granie i zajął się reżyserowanie dramatu i komedii. W maju 1891 obchodził jubileusz dwudziestu pięciu lat pracy na w teatrach warszawskich — z tej okazji zagrał Armanda w „Damie kameliowej”, gdzie w tytułowej roli wystąpiła Helena Modrzejewska. Jan Tatarkiewicz był uzdolniony muzycznie oraz komponował muzykę do wielu wystawianych sztuk. Według zachowanych relacji na scenie prezentował się efektownie, był wysokiego wzrostu, szczupły, dystyngowany, ładnie zbudowany. Grywał najczęściej role amantów, w których zdobył sobie uznanie.
Ożenił się z Zofią Julią Thiess i mieli czworo dzieci: Zofię, Marię, Julię i Władysława. Zmarł 2 grudnia 1891 i pochowany jest na cmentarzu powązkowskim w Warszawie (kwatera 34-1-31).